# シングルロケ
シングルロケとは、少数のアーケードゲーム機やそれに準ずる娯楽機、またはある種の自販機などのアミューズメント機器を副業的に運営する事業所、またはそのような業態を指すアミューズメント業界用語である。米国ではほぼ同様の概念を、ストリートロケーション（street location）と称している。

## 概要
日本のゲーム業界では古くより慣例的に用いられている用語である。ただし、「ゲーム専業店ではない」という以外に明確な定義は存在せず、人によってその解釈に若干の差が見られる場合もある。ロケーションにはさまざまなタイプがあり、それぞれの特徴によって設置される機器にはある程度の傾向が示される。
アミューズメント機器を使用した営業活動を行うに当たっては、通常は許可を必要としない。なお、「事業所の床面積に対し、機器の設置面積の占める割合」が10%以上に達すると、専業店であるアーケードゲームやパチンコ店と同様風俗営業等の規制及び業務の適正化等に関する法律（風営法）の規定に基づく「遊技場」の扱いとなるため、同法の適用により所在地を管轄する警察の許可が必要となる。「施設の周辺に病院や学校などがある（学校からの距離が近い）」「申請者に欠格事由がある」などの理由で許可されない可能性もある。

## ロケーションのタイプと設置機器の傾向
以下に、シングルロケと呼ばれるロケーションのタイプと、それぞれに設置される機器の傾向を説明する。

### 零細小売店
パン屋、駄菓子屋などの食料品店、玩具店、文具店、薬店など小規模な小売店の主として店頭。比較的簡単な構造の小型機が1台から数台設置されたり、薬店の店頭の場合には製薬会社のマスコットキャラクターを象ったキディライド機が設置されたりする例が多い。
- 子供向け小型メダルゲーム機（ピカデリーサーカス、ジャンケンマンなど）
- 小型のプライズゲーム（ルーレット型など）
- パチンコ、またはそれに類するゲーム性を持つ子供向け小型プライズマシン（新幹線ゲームなど）
- ミニアップライト筐体のビデオゲーム機
- 玩具類の自動販売機（カプセルトイなど）
- キディライド機（サトちゃんムーバーなど）
- トレーディングカードゲーム

### ショッピングセンター（SCロケ）
デパート、スーパーマーケットなど中規模以上の小売店のゲームコーナー。株式会社ルルアークの運営する「フェスタ」や株式会社ワイドレジャーの運営する「楽市楽座」などのチェーン店であるアミューズメント施設も、このタイプに該当する場合がある。
乳・幼児を含む家族連れが多い場所であることから、幼児向けのゲーム機、大型筐体（レースゲーム、ガンシューティングゲーム、音楽ゲームなど）、プライズゲーム、メダルゲームなどが店舗の大半を占める一方、ミディタイプ筐体などで稼働するビデオゲーム（格闘ゲーム、アクションゲームなど）はほとんど設置されていない。運営主体がテナントである場合が多く、「SC（エスシー：＝Shoping Center）ロケ」と称して、シングルロケとは区別する場合もある。ロケーションの規模は、施設によって大小さまざまある。
- 零細小売店と同様のアミューズメント機器
- 子供向けアーケードゲーム機（パックンバトルなど）
- 中型または大型のプライズゲーム（スイートランド、コンビニキャッチャーなど）
- 子供向けまたは大人向けのメダルゲーム
- 一般的なビデオゲーム機は、幼児には難易度が高いことと、インカムが見込めないことから、全く設置されていない施設も多い。
- プリントシール機（プリクラなど）

### ボウリング場
一般的には、フロアの一角に設けられるゲームコーナー程度のものを指す。2000年頃より台頭している業態で、ボウリング場にほぼ独立した形で併設される比較的大規模なゲーム場は、シングルロケとはみなされない。来場者の平均年齢が比較的高いため、設置機種のラインナップは通常のゲームアーケードに似るが、特に地方では最新機種や大型機種などに積極的でないロケーションも多く、逆にそれが家庭用ゲーム機に移植されていない、レトロゲームの宝庫となっている例が多数見られ、マニアにとって貴重な場となっている。
- ビデオゲーム機
- 大人向けメダルゲーム機（パチスロを業務用ゲーム機に改造した7号転用機を含む）
- 中型または大型のプライズマシン（スイートランド、コンビニキャッチャーなど）

### 飲食店
喫茶店、バー、ドライブイン、レストランなどが主なロケーション。卓上で稼動することを前提とする構造の機器が見られる。喫茶店やバーなどアダルト向けの店舗の場合、ビデオポーカーのようにギャンブルをテーマとしたアダルト向けのゲーム内容が多い傾向がある。
- 占いなどの卓上自動販売機
- カウンタートップ筐体のゲーム機
- テーブル筐体のビデオゲーム機
- 大人向け一人用メダルゲーム機
- ジュークボックス
- エレクトリック・ダーツ

### その他
カラオケ店やホテルの待合室及び客室、自動販売機コーナー、フェリー内のゲームコーナーなどに少数の機器が設置される例がある。
- 七号転用機（アーケード向けに作られたパチンコ・パチスロ）
- カウンタートップ筐体のゲーム機
- テーブル筐体のビデオゲーム機